# 18日
18日（じゅうはちにち）は、暦上の各月における18日目である。
各月の18日については下記を参照。
- 1月18日 - 1月18日 (旧暦)
- 2月18日 - 2月18日 (旧暦)
- 3月18日 - 3月18日 (旧暦)
- 4月18日 - 4月18日 (旧暦)
- 5月18日 - 5月18日 (旧暦)
- 6月18日 - 6月18日 (旧暦)
- 7月18日 - 7月18日 (旧暦)
- 8月18日 - 8月18日 (旧暦)
- 9月18日 - 9月18日 (旧暦)
- 10月18日 - 10月18日 (旧暦)
- 11月18日 - 11月18日 (旧暦)
- 12月18日 - 12月18日 (旧暦)

## 記念日・年中行事
- 観音の縁日（ 日本）
- 鬼子母神の縁日（ 日本） ※毎月8日・18日・28日
- ハッピーデー（ 日本 イトーヨーカドー） ※毎月8日・18日・28日
- 頭髪の日（ 日本）
全国理容環境衛生同業組合連合会が1978年に制定。「とう(10)はつ(8)」の語呂合せ。
- 18゛の日(ファーストエイドの日)（ 日本）
「18゛の日制定委員会」が2001年に制定。1で「ファースト」、8に濁点を附けて「エイド」と読む語呂合せ。ファーストエイドとは、応急手当・救急救命等のことである。
- ホタテの日（ 日本）
青森県漁業協同組合連合会とむつ湾漁業振興会が制定。ホタテの「ホ」を分解すると「十八」になることから。元はホタテの旬であり陸奥湾の「むつ」＝六つに通じる6月18日のみであったが、後に毎月の記念日に拡大した。
- 二輪・自転車安全日（ 日本）
警視庁が1977年10月8日から「自転車安全日」として実施し、翌1978年11月から「二輪・自転車安全日」とした。元は「8のつく日」であったが、現在は18日のみになっている。「8」を二輪車にみたてたもの。